# Dasineura campanulae
Dasineura campanulae är en tvåvingeart som först beskrevs av Rubsaamen 1914.  Dasineura campanulae ingår i släktet Dasineura och familjen gallmyggor. Inga underarter finns listade i Catalogue of Life.